# Marea Marmara
Marea Marmara (Turcă: Marmara Denizi, Greacă: Θάλασσα του Μαρμαρά sau Προποντίς) cunoscută și sub numele de Marea Marmora este o mare interioară care leagă Marea Neagră de Marea Egee, separând astfel partea din Asia a Turciei de partea din Europa. Vechiul nume grecesc al mării era Propontida (Προποντίς, -ίδος < pro 'înainte' + pontos 'Marea Neagră'). Strâmtoarea Bosfor o leagă de Marea Neagră, iar Strâmtoarea Dardanele de cea Egee. Strâmtoarea Bosfor separă totodată Istanbulul între partea sa asiatică și cea europeană. Marmara are o suprafață de 11.350 km2, din care 182 km2 sunt insule, iar coastele sale au un perimetru de circa 1.000 km.

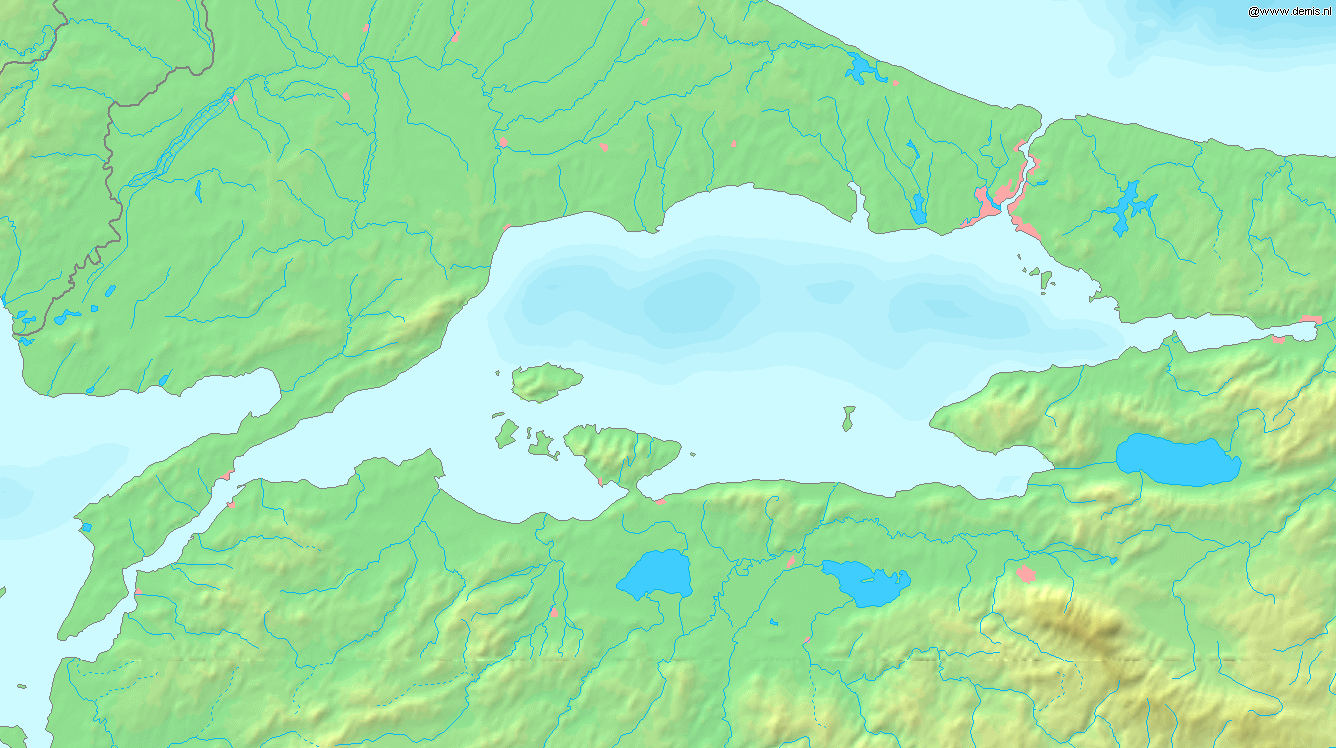
Harta Mării Marmara

Salinitatea medie a apei este de 2,2%, puțin mai mare decât cea a Mării Negre, dar numai două treimi din cea a oceanelor. Pe fund salinitatea apei este mult mai ridicată (app. 38%) apropiindu-se de cea a Mării Mediterane. Această apă de salinitate mare nu se ridică însă la suprafață. Apa venită din râurile Granicus, Susurluk, Biga și Gonen reduce, de asemenea, salinitatea mării. Marea majoritate a râurilor care se varsă sunt din Anatolia. Se poate face baie în mare din iunie pânâ în septembrie.
Există două grupuri importante de insule cunoscute sub numele de Insulele Prinților și Insulele Marmare. Ultimele sunt cunoscute pentru zăcăminte de marmură și au dat, de altfel, numele mării (din grecescul marmaros, marmură). O insulă cunoscută este Imrali, unde este întemnițat Abdullah Öcalan.
În timpul unei furtuni din 29 decembrie 1999, petrolierul rus Volgoneft s-a rupt în două în Marea Marmara și peste 1500 de tone de petrol s-au scurs în mare.

## Insule din Marea Marmara
- Avsa
- Paşalimanı în vechiul Aloni
- Insula Prinților (sau Insula Demonilor), în turcă Adalar.
- İmralı
- Kalolimui
- Kulali
- Insula Marmara, (în turcă Marmara adası, în greacă Prokonnesos)
- Türkeli adası